# Davidschaafje

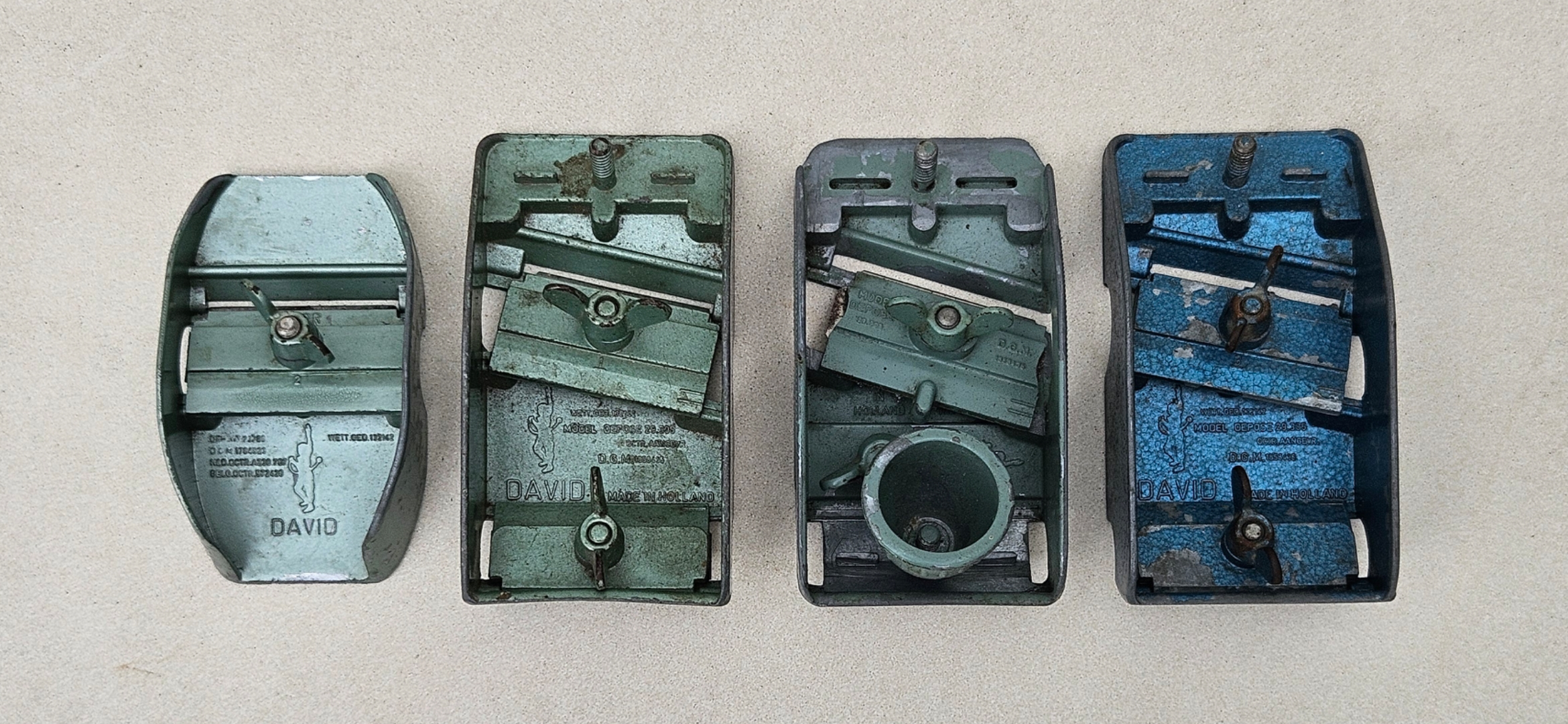
Vier davidschaafjes

Een davidschaafje is een klein handpalm-schaafje dat van origine in Nederland werd gemaakt.
Het oorspronkelijke model was een van de eerste kleine schaafjes van staal. Het mesje, dat oogt als een scheermesje, is te verstellen van het midden naar de neus. Het materiaal van het davidsschaafje was oorspronkelijk van een lichte soort gietstaal. Het brak daardoor snel na een val. Ook werd het erg snel heet bij intensief gebruik.
Het schaafje is verkrijgbaar in twee breedten, van ongeveer 38 en 45 mm. Ook zijn er voor speciale bewerkingen van harde materialen (zoals tropische houtsoorten en kunststoffen) speciale geharde beitels te krijgen. Deze beitels hebben een langere standtijd, wat wil zeggen dat de beitel langer scherp blijft.
In 2004 kwam een verbeterde uitvoering op de markt die te koop is als kunststofschaafje, dit omdat het bijwerken van harde kunststofplaten (hpl) er makkelijker mee gaat vanwege de afmeting van ongeveer 120/140 mm. Harde kunststof platen maar ook hout en houtplaten kunnen hiermee worden bewerkt. Er zijn diverse producenten die een davidschaafje maken.